# Campeonato da Europa de Atletismo de 2014 - Decatlo masculino
A prova do decatlo masculino do Campeonato da Europa de Atletismo de 2014 foi disputada entre os dias 12 e 13 de agosto de 2014 no Estádio Letzigrund em Zurique, na Suíça. 

## Recordes
Antes desta competição, os recordes mundiais e do campeonato nesta prova eram os seguintes:
|                       | Nome           | Nacionalidade  | Pontos | Local     | Data                 |
| --------------------- | -------------- | -------------- | ------ | --------- | -------------------- |
| Recorde mundial       | Ashton Eaton   | Estados Unidos | 9039   | Eugene    | 23 de junho de 2012  |
| Recorde do campeonato | Daley Thompson | Reino Unido    | 8811   | Estugarda | 28 de agosto de 1986 |
| Recorde europeu       | Roman Šebrle   | Chéquia        | 9026   | Götzis    | 27 de maio de 2001   |

## Medalhistas
| Ouro                    | Prata             | Bronze                |
| Andrei Krauchanka (BLR) | Kevin Mayer (FRA) | Ilya Shkurenyov (RUS) |

## Cronograma
Todos os horários são locais (UTC+2).
| Data         | Horário | Fase                     |
| ------------ | ------- | ------------------------ |
| 12 de agosto | 10:11   | 100 metros               |
| 12 de agosto | 11:35   | Salto em distância       |
| 12 de agosto | 13:05   | Arremesso de peso        |
| 12 de agosto | 17:20   | Salto em altura          |
| 12 de agosto | 19:42   | 400 metros               |
| 13 de agosto | 10:05   | 110 metros com barreiras |
| 13 de agosto | 10:50   | Arremesso de disco       |
| 13 de agosto | 13:40   | Salto com vara           |
| 13 de agosto | 17:58   | Lançamento de dardo      |
| 13 de agosto | 20:36   | 1500 metros              |

## Resultados

### 100 metros
| Posição | Bateria | Atleta                  | Nacionalidade | Tempo | Notas                | Pontos |
| ------- | ------- | ----------------------- | ------------- | ----- | -------------------- | ------ |
| 1       | 3       | Rico Freimuth           | Alemanha      | 10.71 |                      | 926    |
| 2       | 3       | Kai Kazmirek            | Alemanha      | 10.75 | Recorde pessoal      | 917    |
| 3       | 2       | Eelco Sintnicolaas      | Países Baixos | 10.90 | Recorde da temporada | 883    |
| 3       | 3       | Arthur Abele            | Alemanha      | 10.90 |                      | 883    |
| 5       | 3       | Oleksiy Kasyanov        | Ucrânia       | 10.92 |                      | 878    |
| 6       | 3       | Dominik Distelberger    | Áustria       | 10.98 |                      | 865    |
| 7       | 2       | Ilya Shkurenyov         | Rússia        | 11.05 |                      | 850    |
| 8       | 3       | Pelle Rietveld          | Países Baixos | 11.07 |                      | 845    |
| 9       | 2       | Kevin Mayer             | França        | 11.10 |                      | 838    |
| 10      | 1       | Gaël Quérin             | França        | 11.11 |                      | 836    |
| 11      | 1       | Andres Raja             | Estónia       | 11.12 | Recorde da temporada | 834    |
| 11      | 2       | Adam Helcelet           | Chéquia       | 11.12 |                      | 834    |
| 13      | 3       | Jiří Sýkora             | Chéquia       | 11.13 |                      | 832    |
| 14      | 3       | Eduard Mikhan           | Bielorrússia  | 11.15 |                      | 827    |
| 15      | 2       | Florian Geffrouais      | França        | 11.16 |                      | 825    |
| 16      | 2       | Marek Lukáš             | Chéquia       | 11.19 |                      | 819    |
| 17      | 2       | Fabian Rosenquist       | Suécia        | 11.19 |                      | 819    |
| 18      | 1       | Niels Pittomvils        | Bélgica       | 11.23 | Recorde pessoal      | 810    |
| 18      | 3       | Sergey Sviridov         | Rússia        | 11.23 |                      | 810    |
| 20      | 1       | Ashley Bryant           | Grã-Bretanha  | 11.24 |                      | 808    |
| 21      | 2       | Thomas Van Der Plaetsen | Bélgica       | 11.24 |                      | 806    |
| 22      | 1       | Marcus Nilsson          | Suécia        | 11.30 |                      | 795    |
| 23      | 1       | Andrei Krauchanka       | Bielorrússia  | 11.31 | Recorde da temporada | 793    |
| 24      | 1       | Lars Vikan Rise         | Noruega       | 11.40 |                      | 774    |
| 25      | 1       | Attila Zsivoczky        | Hungria       | 11.52 |                      | 748    |

### Salto em distância
| Posição | Grupo | Atleta                  | Nacionalidade | #1   | #2   | #3   | Resultados | Notas | Pontos               | Total |
| ------- | ----- | ----------------------- | ------------- | ---- | ---- | ---- | ---------- | ----- | -------------------- | ----- |
| 1       | B     | Kai Kazmirek            | Alemanha      | 7.66 | 7.68 | x    | 7.68       | 980   |                      | 1897  |
| 2       | A     | Kevin Mayer             | França        | 7.65 | 6.79 | 7.39 | 7.65       | 972   | Recorde pessoal      | 1810  |
| 3       | B     | Eelco Sintnicolaas      | Países Baixos | 7.33 | x    | 7.65 | 7.65       | 972   | =                    | 1855  |
| 4       | B     | Oleksiy Kasyanov        | Ucrânia       | 7.37 | x    | 7.64 | 7.64       | 970   | Recorde da temporada | 1848  |
| 5       | A     | Andrei Krauchanka       | Bielorrússia  | 7.43 | 7.63 | –    | 7.63       | 967   |                      | 1760  |
| 6       | B     | Gaël Quérin             | França        | 7.39 | 7.51 | 7.59 | 7.59       | 957   | Recorde pessoal      | 1793  |
| 7       | A     | Arthur Abele            | Alemanha      | 7.55 | –    | –    | 7.55       | 947   | Recorde pessoal      | 1830  |
| 8       | B     | Thomas Van Der Plaetsen | Bélgica       | x    | 7.54 | 7.39 | 7.54       | 945   |                      | 1751  |
| 9       | B     | Fabian Rosenquist       | Suécia        | 7.38 | 7.51 | x    | 7.51       | 937   | Recorde da temporada | 1756  |
| 10      | B     | Ilya Shkurenyov         | Rússia        | x    | 7.50 | x    | 7.50       | 935   | Recorde da temporada | 1785  |
| 11      | B     | Sergey Sviridov         | Rússia        | 7.21 | 7.38 | 7.39 | 7.39       | 908   |                      | 1718  |
| 12      | B     | Ashley Bryant           | Grã-Bretanha  | 7.21 | 7.39 | 7.34 | 7.39       | 908   |                      | 1716  |
| 13      | B     | Rico Freimuth           | Alemanha      | 7.15 | 7.34 | 7.36 | 7.36       | 900   | Recorde da temporada | 1826  |
| 14      | A     | Adam Helcelet           | Chéquia       | 7.21 | 7.34 | 7.32 | 7.34       | 896   | Recorde da temporada | 1730  |
| 15      | A     | Andres Raja             | Estónia       | x    | 6.94 | 7.28 | 7.28       | 881   | Recorde da temporada | 1715  |
| 16      | A     | Eduard Mikhan           | Bielorrússia  | 7.14 | 7.17 | 7.27 | 7.27       | 878   | Recorde da temporada | 1705  |
| 17      | A     | Lars Vikan Rise         | Noruega       | 7.16 | x    | 7.21 | 7.21       | 864   |                      | 1638  |
| 18      | B     | Dominik Distelberger    | Áustria       | x    | x    | 7.21 | 7.21       | 864   |                      | 1729  |
| 19      | B     | Jiří Sýkora             | Chéquia       | x    | 7.02 | 6.94 | 7.02       | 818   |                      | 1650  |
| 20      | A     | Pelle Rietveld          | Países Baixos | 6.74 | 7.00 | 6.87 | 7.00       | 814   |                      | 1659  |
| 21      | A     | Marek Lukáš             | Chéquia       | 6.87 | x    | 6.96 | 6.96       | 804   |                      | 1623  |
| 22      | A     | Florian Geffrouais      | França        | x    | x    | 6.89 | 6.89       | 788   |                      | 1613  |
| 23      | B     | Niels Pittomvils        | Bélgica       | 6.88 | x    | 3.93 | 6.88       | 785   |                      | 1595  |
| 24      | A     | Attila Zsivoczky        | Hungria       | 6.55 | 6.55 | 6.65 | 6.65       | 732   |                      | 1480  |
| 25      | A     | Marcus Nilsson          | Suécia        | x    | 6.59 | x    | 6.59       | 718   |                      | 1513  |

### Arremesso de peso
| Posição | Grupo | Atleta                  | Nacionalidade | #1    | #2    | #3    | Resultados | Notas | Pontos               | Total |
| ------- | ----- | ----------------------- | ------------- | ----- | ----- | ----- | ---------- | ----- | -------------------- | ----- |
| 1       | B     | Attila Zsivoczky        | Hungria       | 15.04 | 15.56 | 14.87 | 15.56      | 824   | Recorde da temporada | 2304  |
| 2       | B     | Lars Vikan Rise         | Noruega       | 14.24 | 15.43 | 15.22 | 15.43      | 816   |                      | 2454  |
| 3       | B     | Arthur Abele            | Alemanha      | 15.15 | 15.39 | 14.85 | 15.39      | 814   | Recorde pessoal      | 2644  |
| 4       | A     | Andrei Krauchanka       | Bielorrússia  | 14.64 | x     | 15.19 | 15.19      | 801   | Recorde pessoal      | 2561  |
| 5       | B     | Kevin Mayer             | França        | 15.14 | –     | x     | 15.14      | 798   | Recorde pessoal      | 2608  |
| 6       | B     | Marcus Nilsson          | Suécia        | 14.93 | x     | x     | 14.93      | 785   |                      | 2298  |
| 7       | B     | Adam Helcelet           | Chéquia       | 14.90 | x     | x     | 14.90      | 784   |                      | 2514  |
| 8       | B     | Florian Geffrouais      | França        | x     | x     | 14.85 | 14.85      | 780   |                      | 2393  |
| 9       | B     | Eduard Mikhan           | Bielorrússia  | 14.66 | 14.19 | x     | 14.66      | 769   | Recorde da temporada | 2474  |
| 10      | A     | Oleksiy Kasyanov        | Ucrânia       | 14.15 | 14.66 | x     | 14.66      | 769   | Recorde da temporada | 2617  |
| 11      | B     | Rico Freimuth           | Alemanha      | 14.39 | 14.13 | 14.38 | 14.39      | 752   |                      | 2578  |
| 12      | A     | Eelco Sintnicolaas      | Países Baixos | 13.86 | 14.09 | 14.28 | 14.28      | 745   | Recorde da temporada | 2600  |
| 13      | A     | Andres Raja             | Estónia       | 13.92 | 14.22 | x     | 14.22      | 742   |                      | 2457  |
| 14      | A     | Ilya Shkurenyov         | Rússia        | 13.87 | 14.20 | 14.16 | 14.20      | 741   | Recorde pessoal      | 2526  |
| 15      | A     | Thomas Van Der Plaetsen | Bélgica       | 13.35 | 14.12 | x     | 14.12      | 736   | Recorde pessoal      | 2487  |
| 16      | A     | Gaël Quérin             | França        | x     | 13.25 | 14.02 | 14.02      | 730   | Recorde pessoal      | 2523  |
| 17      | B     | Kai Kazmirek            | Alemanha      | 12.80 | 14.01 | x     | 14.01      | 729   |                      | 2626  |
| 18      | B     | Sergey Sviridov         | Rússia        | 13.69 | 13.71 | 14.00 | 14.00      | 728   |                      | 2446  |
| 19      | A     | Pelle Rietveld          | Países Baixos | x     | 13.70 | 13.75 | 13.75      | 713   |                      | 2372  |
| 20      | A     | Jiří Sýkora             | Chéquia       | 13.66 | x     | x     | 13.66      | 708   |                      | 2358  |
| 21      | B     | Marek Lukáš             | Chéquia       | 13.50 | 13.50 | x     | 13.50      | 698   |                      | 2321  |
| 22      | A     | Niels Pittomvils        | Bélgica       | 13.30 | 13.24 | 13.33 | 13.33      | 687   |                      | 2282  |
| 23      | B     | Ashley Bryant           | Grã-Bretanha  | 13.26 | 13.28 | 12.70 | 13.28      | 684   |                      | 2400  |
| 24      | A     | Dominik Distelberger    | Áustria       | 12.66 | 12.93 | 12.78 | 12.93      | 663   |                      | 2392  |
| 25      | A     | Fabian Rosenquist       | Suécia        | 11.87 | 11.65 | 12.05 | 12.05      | 609   |                      | 2365  |

### Salto em altura
| Posição | Grupo | Atleta                  | Nacionalidade | 1.77 | 1.80 | 1.83 | 1.86 | 1.89 | 1.92 | 1.95 | 1.98 | 2.01 | 2.04 | 2.07 | 2.10 | 2.13 | 2.16 | 2.19 | 2.22 | 2.25 | Resultados | Pontos | Notas                | Total |
| ------- | ----- | ----------------------- | ------------- | ---- | ---- | ---- | ---- | ---- | ---- | ---- | ---- | ---- | ---- | ---- | ---- | ---- | ---- | ---- | ---- | ---- | ---------- | ------ | -------------------- | ----- |
| 1       | A     | Andrei Krauchanka       | Bielorrússia  | –    | –    | –    | –    | –    | –    | –    | –    | o    | –    | o    | o    | o    | o    | o    | o    | xx   | 2.22       | 1012   | =                    | 3573  |
| 2       | B     | Kai Kazmirek            | Alemanha      | –    | –    | –    | –    | –    | –    | o    | –    | o    | –    | xo   | o    | xxo  | xxx  |      |      |      | 2.13       | 925    |                      | 3429  |
| 3       | B     | Thomas Van Der Plaetsen | Bélgica       | –    | –    | –    | –    | –    | –    | o    | –    | o    | o    | o    | xxo  | xxx  |      |      |      |      | 2.10       | 896    | Recorde da temporada | 3383  |
| 4       | B     | Ilya Shkurenyov         | Rússia        | –    | –    | –    | –    | –    | o    | xo   | o    | o    | xo   | xxo  | xxo  | xxx  |      |      |      |      | 2.10       | 896    | Recorde pessoal      | 3422  |
| 5       | A     | Andres Raja             | Estónia       | –    | –    | –    | –    | o    | o    | o    | o    | o    | o    | xxx  |      |      |      |      |      |      | 2.04       | 840    | =                    | 3297  |
| 6       | B     | Lars Vikan Rise         | Noruega       | –    | –    | –    | o    | –    | o    | o    | o    | o    | xo   | xxx  |      |      |      |      |      |      | 2.04       | 840    |                      | 3294  |
| 7       | B     | Attila Zsivoczky        | Hungria       | –    | –    | –    | –    | –    | o    | –    | o    | xxo  | xxo  | xxx  |      |      |      |      |      |      | 2.04       | 840    |                      | 3144  |
| 8       | B     | Kevin Mayer             | França        | –    | –    | –    | –    | –    | o    | –    | o    | o    | xxx  |      |      |      |      |      |      |      | 2.01       | 813    |                      | 3421  |
| 9       | A     | Eelco Sintnicolaas      | Países Baixos | –    | –    | –    | o    | xo   | o    | xo   | o    | xo   | xxx  |      |      |      |      |      |      |      | 2.01       | 813    | Recorde da temporada | 3413  |
| 10      | A     | Arthur Abele            | Alemanha      | –    | –    | –    | o    | o    | xo   | o    | o    | xx   |      |      |      |      |      |      |      |      | 1.98       | 785    | Recorde da temporada | 3429  |
| 10      | B     | Gaël Quérin             | França        | –    | –    | –    | o    | o    | o    | xo   | o    | xxx  |      |      |      |      |      |      |      |      | 1.98       | 785    |                      | 3308  |
| 12      | B     | Dominik Distelberger    | Áustria       | –    | –    | –    | o    | o    | xo   | xo   | o    | xxx  |      |      |      |      |      |      |      |      | 1.98       | 785    |                      | 3177  |
| 13      | B     | Adam Helcelet           | Chéquia       | –    | –    | –    | –    | o    | o    | xxo  | o    | xxx  |      |      |      |      |      |      |      |      | 1.98       | 785    |                      | 3299  |
| 14      | A     | Rico Freimuth           | Alemanha      | –    | o    | o    | xo   | o    | xxo  | xxo  | xo   | xxx  |      |      |      |      |      |      |      |      | 1.98       | 785    | Recorde da temporada | 3363  |
| 15      | B     | Oleksiy Kasyanov        | Ucrânia       | –    | –    | –    | –    | o    | –    | o    | xxo  | xxx  |      |      |      |      |      |      |      |      | 1.98       | 785    |                      | 3402  |
| 16      | B     | Fabian Rosenquist       | Suécia        | –    | –    | –    | o    | –    | o    | xo   | xxo  | xxx  |      |      |      |      |      |      |      |      | 1.98       | 785    |                      | 3150  |
| 17      | A     | Niels Pittomvils        | Bélgica       | –    | –    | –    | o    | xo   | xo   | xxo  | xxo  | xxx  |      |      |      |      |      |      |      |      | 1.98       | 785    | =                    | 3067  |
| 18      | A     | Eduard Mikhan           | Bielorrússia  | –    | –    | –    | o    | –    | o    | o    | xxx  |      |      |      |      |      |      |      |      |      | 1.95       | 758    | =                    | 3232  |
| 19      | B     | Sergey Sviridov         | Rússia        | –    | o    | o    | o    | xxo  | xxo  | o    | xxx  |      |      |      |      |      |      |      |      |      | 1.95       | 758    |                      | 3204  |
| 20      | A     | Florian Geffrouais      | França        | –    | –    | o    | o    | xo   | xo   | xo   | xxx  |      |      |      |      |      |      |      |      |      | 1.95       | 758    | Recorde da temporada | 3151  |
| 21      | A     | Ashley Bryant           | Grã-Bretanha  | –    | o    | –    | o    | o    | o    | xxx  |      |      |      |      |      |      |      |      |      |      | 1.92       | 731    |                      | 3131  |
| 22      | A     | Marek Lukáš             | Chéquia       | –    | o    | o    | o    | o    | xo   | xxx  |      |      |      |      |      |      |      |      |      |      | 1.92       | 731    | Recorde pessoal      | 3052  |
| 23      | A     | Marcus Nilsson          | Suécia        | –    | –    | –    | o    | xo   | xxx  |      |      |      |      |      |      |      |      |      |      |      | 1.89       | 705    |                      | 3003  |
| 24      | A     | Pelle Rietveld          | Países Baixos | o    | xxx  |      |      |      |      |      |      |      |      |      |      |      |      |      |      |      | 1.77       | 602    |                      | 2974  |
| 25      | B     | Jiří Sýkora             | Chéquia       |      |      |      |      |      |      |      |      |      |      |      |      |      |      |      |      |      | DNS        | 0      |                      | DNF   |

### 400 metros
| Posição | Bateria | Atleta                  | Nacionalidade | Tempo | Pontos | Notas                | Total |
| ------- | ------- | ----------------------- | ------------- | ----- | ------ | -------------------- | ----- |
| 1       | 4       | Kai Kazmirek            | Alemanha      | 47.34 | 941    |                      | 4492  |
| 2       | 2       | Eelco Sintnicolaas      | Países Baixos | 48.44 | 888    | Recorde da temporada | 4301  |
| 3       | 2       | Rico Freimuth           | Alemanha      | 48.53 | 884    |                      | 4247  |
| 4       | 1       | Arthur Abele            | Alemanha      | 48.59 | 881    | Recorde da temporada | 4310  |
| 5       | 2       | Gaël Quérin             | França        | 48.76 | 873    |                      | 4181  |
| 6       | 4       | Fabian Rosenquist       | Suécia        | 48.76 | 868    | Recorde da temporada | 4018  |
| 7       | 1       | Oleksiy Kasyanov        | Ucrânia       | 48.88 | 867    |                      | 4269  |
| 8       | 2       | Dominik Distelberger    | Áustria       | 48.97 | 863    |                      | 4040  |
| 9       | 3       | Ilya Shkurenyov         | Rússia        | 49.00 | 861    |                      | 4283  |
| 10      | 1       | Florian Geffrouais      | França        | 49.19 | 852    |                      | 4003  |
| 11      | 4       | Kevin Mayer             | França        | 49.23 | 850    | Recorde da temporada | 4271  |
| 12      | 4       | Sergey Sviridov         | Rússia        | 49.34 | 845    |                      | 4049  |
| 13      | 1       | Eduard Mikhan           | Bielorrússia  | 49.52 | 837    |                      | 4069  |
| 14      | 2       | Ashley Bryant           | Grã-Bretanha  | 49.88 | 820    |                      | 3951  |
| 15      | 4       | Adam Helcelet           | Chéquia       | 50.07 | 811    |                      | 4110  |
| 16      | 4       | Marek Lukáš             | Chéquia       | 50.22 | 804    |                      | 3856  |
| 17      | 2       | Pelle Rietveld          | Países Baixos | 50.33 | 799    |                      | 3773  |
| 18      | 4       | Thomas Van Der Plaetsen | Bélgica       | 50.41 | 796    |                      | 4179  |
| 19      | 1       | Niels Pittomvils        | Bélgica       | 50.42 | 795    |                      | 3862  |
| 20      | 3       | Andrei Krauchanka       | Bielorrússia  | 50.53 | 790    |                      | 4363  |
| 21      | 3       | Attila Zsivoczky        | Hungria       | 51.06 | 766    |                      | 3910  |
| 22      | 3       | Lars Vikan Rise         | Noruega       | 51.09 | 765    |                      | 4059  |
| 23      | 3       | Andres Raja             | Estónia       | 51.28 | 757    |                      | 4054  |
| 24      | 3       | Marcus Nilsson          | Suécia        | DNS   | 0      |                      | DNF   |

### 110 metros com barreiras
| Posição | Bateria | Atleta                  | Nacionalidade | Tempo | Pontos | Notas                | Total |
| ------- | ------- | ----------------------- | ------------- | ----- | ------ | -------------------- | ----- |
| 1       | 3       | Arthur Abele            | Alemanha      | 13.55 | 1033   | Recorde pessoal      | 5343  |
| 2       | 3       | Rico Freimuth           | Alemanha      | 13.63 | 1023   | Recorde pessoal      | 5270  |
| 3       | 3       | Oleksiy Kasyanov        | Ucrânia       | 13.95 | 981    | Recorde pessoal      | 5250  |
| 4       | 3       | Kai Kazmirek            | Alemanha      | 14.05 | 968    | Recorde pessoal      | 5460  |
| 5       | 3       | Eelco Sintnicolaas      | Países Baixos | 14.12 | 959    |                      | 5260  |
| 6       | 2       | Ilya Shkurenyov         | Rússia        | 14.14 | 957    | Recorde da temporada | 5240  |
| 7       | 1       | Andrei Krauchanka       | Bielorrússia  | 14.20 | 949    |                      | 5312  |
| 8       | 3       | Gaël Quérin             | França        | 14.23 | 945    |                      | 5126  |
| 9       | 2       | Dominik Distelberger    | Áustria       | 14.25 | 942    | Recorde da temporada | 4982  |
| 10      | 3       | Kevin Mayer             | França        | 14.28 | 939    | =                    | 4982  |
| 11      | 3       | Andres Raja             | Estónia       | 14.35 | 930    |                      | 4984  |
| 12      | 2       | Adam Helcelet           | Chéquia       | 14.39 | 925    |                      | 5035  |
| 13      | 3       | Pelle Rietveld          | Países Baixos | 14.54 | 906    |                      | 4679  |
| 14      | 2       | Niels Pittomvils        | Bélgica       | 14.63 | 895    |                      | 4757  |
| 15      | 2       | Marek Lukáš             | Chéquia       | 14.67 | 890    |                      | 4746  |
| 16      | 1       | Florian Geffrouais      | França        | 14.82 | 871    | Recorde pessoal      | 4874  |
| 17      | 2       | Thomas Van Der Plaetsen | Bélgica       | 14.85 | 868    |                      | 5047  |
| 18      | 2       | Ashley Bryant           | Grã-Bretanha  | 14.87 | 865    |                      | 4816  |
| 19      | 1       | Sergey Sviridov         | Rússia        | 15.02 | 847    |                      | 4896  |
| 20      | 1       | Fabian Rosenquist       | Suécia        | 15.03 | 846    |                      | 4864  |
| 21      | 2       | Eduard Mikhan           | Bielorrússia  | 15.12 | 835    |                      | 4904  |
| 22      | 1       | Attila Zsivoczky        | Hungria       | 15.26 | 818    | =                    | 4728  |
| 23      | 1       | Lars Vikan Rise         | Noruega       | 15.74 | 762    |                      | 4821  |

### Arremesso de disco
| Posição | Grupo | Atleta                  | Nacionalidade | #1    | #2    | #3    | Resultados | Pontos | Notas                | Total |
| ------- | ----- | ----------------------- | ------------- | ----- | ----- | ----- | ---------- | ------ | -------------------- | ----- |
| 1       | B     | Rico Freimuth           | Alemanha      | 48.81 | x     | 46.45 | 48.81      | 846    |                      | 6116  |
| 2       | B     | Oleksiy Kasyanov        | Ucrânia       | 43.27 | 47.96 | 46.29 | 47.96      | 828    | Recorde da temporada | 6078  |
| 3       | A     | Andrei Krauchanka       | Bielorrússia  | 45.84 | 47.46 | 33.61 | 47.46      | 818    |                      | 6130  |
| 4       | B     | Ilya Shkurenyov         | Rússia        | 45.00 | 46.04 | 45.71 | 46.04      | 788    | Recorde pessoal      | 6028  |
| 5       | B     | Eduard Mikhan           | Bielorrússia  | 46.04 | 45.29 | x     | 46.04      | 788    |                      | 5692  |
| 6       | A     | Attila Zsivoczky        | Hungria       | x     | 44.00 | 44.82 | 44.82      | 763    | Recorde da temporada | 5491  |
| 7       | A     | Niels Pittomvils        | Bélgica       | 44.74 | x     | 44.22 | 44.74      | 761    |                      | 5518  |
| 8       | A     | Sergey Sviridov         | Rússia        | 34.62 | x     | 44.57 | 44.57      | 758    |                      | 5654  |
| 9       | B     | Kevin Mayer             | França        | 43.73 | 44.53 | x     | 44.53      | 757    |                      | 5967  |
| 10      | B     | Kai Kazmirek            | Alemanha      | 43.15 | 43.37 | 42.59 | 43.37      | 733    |                      | 6193  |
| 11      | B     | Arthur Abele            | Alemanha      | x     | 43.14 | 43.25 | 43.25      | 731    |                      | 6074  |
| 12      | B     | Gaël Quérin             | França        | 43.08 | x     | x     | 43.08      | 727    | Recorde pessoal      | 5853  |
| 13      | A     | Florian Geffrouais      | França        | 29.67 | 42.72 | 42.47 | 42.72      | 720    |                      | 5594  |
| 14      | B     | Eelco Sintnicolaas      | Países Baixos | 39.30 | 42.56 | x     | 42.56      | 717    |                      | 5977  |
| 15      | A     | Thomas Van Der Plaetsen | Bélgica       | 41.92 | x     | x     | 41.92      | 704    |                      | 5751  |
| 16      | B     | Andres Raja             | Estónia       | 41.14 | 41.89 | x     | 41.89      | 703    |                      | 5687  |
| 17      | A     | Lars Vikan Rise         | Noruega       | 38.93 | x     | 41.57 | 41.57      | 697    |                      | 5518  |
| 18      | B     | Ashley Bryant           | Grã-Bretanha  | 41.49 | 40.39 | 40.22 | 41.49      | 695    |                      | 5511  |
| 19      | A     | Fabian Rosenquist       | Suécia        | 36.20 | 39.31 | 40.82 | 40.82      | 681    |                      | 5545  |
| 20      | A     | Dominik Distelberger    | Áustria       | 35.95 | x     | 40.46 | 40.46      | 674    |                      | 5656  |
| 21      | B     | Pelle Rietveld          | Países Baixos | 38.14 | x     | 40.07 | 40.07      | 666    | Recorde da temporada | 5345  |
| 22      | B     | Adam Helcelet           | Chéquia       | x     | 39.25 | 39.75 | 39.75      | 659    |                      | 5694  |
| 23      | A     | Marek Lukáš             | Chéquia       | 39.55 | 38.47 | 38.03 | 39.55      | 655    |                      | 5401  |

### Salto com vara
| Posição | Grupo | Atleta                  | Nacionalidade | 4.00 | 4.10 | 4.20 | 4.30 | 4.40 | 4.50 | 4.60 | 4.70 | 4.80 | 4.90 | 5.00 | 5.10 | 5.20 | 5.30 | 5.40 | 5.50 | Resultados | Pontos | Notas                | Total |
| ------- | ----- | ----------------------- | ------------- | ---- | ---- | ---- | ---- | ---- | ---- | ---- | ---- | ---- | ---- | ---- | ---- | ---- | ---- | ---- | ---- | ---------- | ------ | -------------------- | ----- |
| 1       | B     | Eelco Sintnicolaas      | Países Baixos | –    | –    | –    | –    | –    | –    | –    | –    | –    | –    | o    | –    | xxo  | xo   | o    | xxx  | 5.40       | 1035   | Recorde da temporada | 7012  |
| 2       | B     | Kevin Mayer             | França        | –    | –    | –    | –    | –    | –    | –    | –    | –    | o    | –    | o    | xo   | xxx  |      |      | 5.20       | 972    | =                    | 6939  |
| 3       | B     | Ilya Shkurenyov         | Rússia        | –    | –    | –    | –    | –    | –    | –    | xo   | o    | o    | o    | o    | xo   | xxx  |      |      | 5.20       | 972    | Recorde da temporada | 7000  |
| 4       | B     | Thomas Van Der Plaetsen | Bélgica       | –    | –    | –    | –    | –    | –    | –    | –    | –    | –    | xo   | o    | xxo  | xxx  |      |      | 5.20       | 972    |                      | 6723  |
| 5       | B     | Niels Pittomvils        | Bélgica       | –    | –    | –    | –    | –    | –    | o    | –    | o    | –    | o    | xxo  | xxx  |      |      |      | 5.10       | 941    | Recorde da temporada | 6459  |
| 6       | A     | Andrei Krauchanka       | Bielorrússia  | –    | –    | –    | –    | –    | –    | –    | o    | –    | xxo  | o    | xxo  | xxx  |      |      |      | 5.10       | 941    |                      | 7071  |
| 7       | B     | Gaël Quérin             | França        | –    | –    | –    | –    | –    | –    | o    | –    | o    | o    | xxx  |      |      |      |      |      | 4.90       | 880    |                      | 6733  |
| 8       | B     | Dominik Distelberger    | Áustria       | –    | –    | –    | –    | –    | –    | o    | xo   | xxo  | o    | xxx  |      |      |      |      |      | 4.90       | 880    | =                    | 6536  |
| 9       | A     | Rico Freimuth           | Alemanha      | –    | –    | –    | –    | –    | –    | o    | o    | xxo  | xxx  |      |      |      |      |      |      | 4.80       | 849    |                      | 6965  |
| 10      | B     | Arthur Abele            | Alemanha      | –    | –    | –    | –    | –    | –    | xxo  | xxo  | –    | xxx  |      |      |      |      |      |      | 4.70       | 819    |                      | 6893  |
| 11      | A     | Oleksiy Kasyanov        | Ucrânia       | –    | –    | –    | –    | o    | –    | o    | xxx  |      |      |      |      |      |      |      |      | 4.60       | 790    |                      | 6868  |
| 11      | B     | Adam Helcelet           | Chéquia       | –    | –    | –    | –    | –    | o    | o    | xxx  |      |      |      |      |      |      |      |      | 4.60       | 790    |                      | 6484  |
| 13      | A     | Florian Geffrouais      | França        | –    | –    | –    | –    | o    | –    | xo   | xxx  |      |      |      |      |      |      |      |      | 4.60       | 790    | =                    | 6384  |
| 13      | B     | Kai Kazmirek            | Alemanha      | –    | –    | –    | –    | –    | –    | xo   | –    | xxx  |      |      |      |      |      |      |      | 4.60       | 790    |                      | 6983  |
| 15      | A     | Fabian Rosenquist       | Suécia        | –    | –    | –    | o    | –    | o    | xxx  |      |      |      |      |      |      |      |      |      | 4.50       | 760    |                      | 6305  |
| 16      | A     | Lars Vikan Rise         | Noruega       | –    | –    | o    | o    | o    | xxo  | xxx  |      |      |      |      |      |      |      |      |      | 4.50       | 760    |                      | 6278  |
| 17      | A     | Marek Lukáš             | Chéquia       | –    | –    | xo   | o    | xo   | xxo  | xxx  |      |      |      |      |      |      |      |      |      | 4.50       | 760    |                      | 6161  |
| 18      | A     | Attila Zsivoczky        | Hungria       | –    | –    | o    | xxo  | xo   | xxx  |      |      |      |      |      |      |      |      |      |      | 4.40       | 731    |                      | 6222  |
| 19      | B     | Eduard Mikhan           | Bielorrússia  | –    | –    | –    | –    | xxo  | –    | xxr  |      |      |      |      |      |      |      |      |      | 4.40       | 731    |                      | 6423  |
| 20      | A     | Sergey Sviridov         | Rússia        | xxo  | o    | xxo  | o    | xr   |      |      |      |      |      |      |      |      |      |      |      | 4.30       | 702    |                      | 6356  |
| 21      | A     | Andres Raja             | Estónia       | –    | –    | xxo  | xxo  | xxx  |      |      |      |      |      |      |      |      |      |      |      | 4.30       | 702    |                      | 6389  |
| 22      | A     | Ashley Bryant           | Grã-Bretanha  |      |      |      |      |      |      |      |      |      |      |      |      |      |      |      |      | DNS        | 0      |                      | DNF   |
| 22      | B     | Pelle Rietveld          | Países Baixos |      |      |      |      |      |      |      |      |      |      |      |      |      |      |      |      | DNS        | 0      |                      | DNF   |

### Lançamento de dardo
| Posição | Grupo | Atleta                  | Nacionalidade | #1    | #2    | #3    | Resultados | Pontos | Notas                | Total |
| ------- | ----- | ----------------------- | ------------- | ----- | ----- | ----- | ---------- | ------ | -------------------- | ----- |
| 1       | B     | Andrei Krauchanka       | Bielorrússia  | 60.63 | 62.59 | 68.11 | 68.11      | 861    | Recorde pessoal      | 7932  |
| 2       | A     | Lars Vikan Rise         | Noruega       | 66.34 | 63.90 | 61.49 | 66.34      | 834    |                      | 7112  |
| 3       | A     | Marek Lukáš             | Chéquia       | 64.12 | 65.84 | 64.30 | 65.84      | 826    |                      | 6987  |
| 4       | A     | Adam Helcelet           | Chéquia       | 60.62 | 61.89 | 65.32 | 65.32      | 818    | Recorde pessoal      | 7302  |
| 5       | B     | Kevin Mayer             | França        | 64.03 | 61.60 | x     | 64.03      | 799    | Recorde da temporada | 7738  |
| 6       | B     | Ilya Shkurenyov         | Rússia        | 60.10 | x     | 63.58 | 63.58      | 792    | Recorde pessoal      | 7792  |
| 7       | A     | Kai Kazmirek            | Alemanha      | 63.12 | 63.17 | 55.87 | 63.17      | 786    | Recorde pessoal      | 7769  |
| 8       | B     | Rico Freimuth           | Alemanha      | 62.27 | 60.38 | 62.74 | 62.74      | 779    | Recorde da temporada | 7744  |
| 9       | A     | Arthur Abele            | Alemanha      | 61.34 | 59.68 | 62.45 | 62.45      | 775    |                      | 7668  |
| 10      | B     | Thomas Van Der Plaetsen | Bélgica       | 57.01 | 54.46 | 60.95 | 60.95      | 752    |                      | 7475  |
| 11      | A     | Florian Geffrouais      | França        | 55.74 | 57.94 | 59.46 | 59.46      | 730    |                      | 7114  |
| 12      | B     | Eelco Sintnicolaas      | Países Baixos | 57.81 | 59.37 | 55.79 | 59.37      | 728    |                      | 7740  |
| 13      | A     | Dominik Distelberger    | Áustria       | 53.43 | 58.02 | 54.80 | 58.02      | 708    |                      | 7244  |
| 14      | B     | Niels Pittomvils        | Bélgica       | 55.86 | 57.76 | x     | 57.76      | 704    | Recorde da temporada | 7163  |
| 15      | A     | Attila Zsivoczky        | Hungria       | 56.74 | 56.89 | 57.40 | 57.40      | 699    |                      | 6921  |
| 16      | A     | Andres Raja             | Estónia       | 52.23 | 52.51 | x     | 52.51      | 626    |                      | 7015  |
| 17      | A     | Oleksiy Kasyanov        | Ucrânia       | 52.33 | 48.02 | 49.75 | 52.33      | 623    | Recorde da temporada | 7491  |
| 18      | A     | Gaël Quérin             | França        | 51.09 | 51.67 | 49.79 | 51.67      | 613    | Recorde da temporada | 7346  |
| 19      | A     | Fabian Rosenquist       | Suécia        | 45.92 | 45.35 | 45.07 | 45.92      | 528    |                      | 6833  |
| 20      | A     | Eduard Mikhan           | Bielorrússia  |       |       |       | DNS        | 0      |                      | DNF   |

### 1500 metros
| Posição | Atleta                  | Nacionalidade | Resultados | Pontos | Notas                |
| ------- | ----------------------- | ------------- | ---------- | ------ | -------------------- |
| 1       | Gaël Quérin             | França        | 4:14.73    | 848    | Recorde da temporada |
| 2       | Arthur Abele            | Alemanha      | 4:20.37    | 809    | Recorde da temporada |
| 3       | Florian Geffrouais      | França        | 4:23.84    | 786    |                      |
| 4       | Kevin Mayer             | França        | 4:24.16    | 783    | Recorde da temporada |
| 5       | Oleksiy Kasyanov        | Ucrânia       | 4:30.76    | 740    | Recorde da temporada |
| 6       | Eelco Sintnicolaas      | Países Baixos | 4:30.95    | 738    |                      |
| 7       | Lars Vikan Rise         | Noruega       | 4:32.77    | 727    | Recorde da temporada |
| 8       | Attila Zsivoczky        | Hungria       | 4:33.04    | 725    | Recorde da temporada |
| 9       | Fabian Rosenquist       | Suécia        | 4:34.79    | 713    |                      |
| 10      | Ilya Shkurenyov         | Rússia        | 4:34.89    | 706    | Recorde da temporada |
| 11      | Dominik Distelberger    | Áustria       | 4:37.22    | 698    |                      |
| 12      | Niels Pittomvils        | Bélgica       | 4:38.57    | 689    |                      |
| 13      | Kai Kazmirek            | Alemanha      | 4:38.67    | 689    |                      |
| 14      | Andrei Krauchanka       | Bielorrússia  | 4:39.39    | 684    |                      |
| 15      | Marek Lukáš             | Chéquia       | 4:41.16    | 673    |                      |
| 16      | Adam Helcelet           | Chéquia       | 4:44.33    | 653    |                      |
| 17      | Thomas Van Der Plaetsen | Bélgica       | 4:48.18    | 630    |                      |
| 18      | Andres Raja             | Estónia       | 4:59.08    | 565    | Recorde da temporada |
| 19      | Rico Freimuth           | Alemanha      | 4:59.27    | 564    |                      |

## Classificação final
| Posição           | Atleta                  | Nacionalidade | 100 m | SD   | AP    | SA   | 400 m | 110 m | AD    | SV   | LD    | 1500 m  | Pontos | Notas                |
| ----------------- | ----------------------- | ------------- | ----- | ---- | ----- | ---- | ----- | ----- | ----- | ---- | ----- | ------- | ------ | -------------------- |
| Medalha de ouro   | Andrei Krauchanka       | Bielorrússia  | 11.31 | 7.63 | 15.19 | 2.22 | 50.53 | 14.20 | 47.46 | 5.10 | 68.11 | 4:39.39 | 8616   | Melhor marca do ano  |
| Medalha de prata  | Kevin Mayer             | França        | 11.10 | 7.65 | 15.14 | 2.01 | 49.23 | 14.28 | 44.53 | 5.20 | 64.03 | 4:24.16 | 8521   | NUR                  |
| Medalha de bronze | Ilya Shkurenyov         | Rússia        | 11.05 | 7.50 | 14.20 | 2.10 | 49.00 | 14.14 | 46.04 | 5.20 | 63.58 | 4:35.89 | 8498   | Recorde pessoal      |
| 4                 | Eelco Sintnicolaas      | Países Baixos | 10.90 | 7.65 | 14.28 | 2.01 | 48.44 | 14.12 | 42.56 | 5.40 | 59.37 | 4:30.95 | 8478   | Recorde da temporada |
| 5                 | Arthur Abele            | Alemanha      | 10.90 | 7.55 | 15.39 | 1.98 | 48.59 | 13.55 | 43.25 | 4.70 | 62.45 | 4:20.37 | 8477   | Recorde pessoal      |
| 6                 | Kai Kazmirek            | Alemanha      | 10.75 | 7.68 | 14.01 | 2.13 | 47.34 | 14.05 | 43.37 | 4.60 | 63.17 | 4:38.67 | 8458   |                      |
| 7                 | Rico Freimuth           | Alemanha      | 10.71 | 7.36 | 14.39 | 1.98 | 48.53 | 13.63 | 48.81 | 4.80 | 62.74 | 4:59.27 | 8308   |                      |
| 8                 | Oleksiy Kasyanov        | Ucrânia       | 10.92 | 7.64 | 14.66 | 1.98 | 48.88 | 13.95 | 47.96 | 4.60 | 52.33 | 4:30.76 | 8231   | Recorde da temporada |
| 9                 | Gaël Quérin             | França        | 11.11 | 7.59 | 14.02 | 1.98 | 48.76 | 14.23 | 43.08 | 4.90 | 51.67 | 4:14.73 | 8194   | Recorde pessoal      |
| 10                | Thomas Van Der Plaetsen | Bélgica       | 11.25 | 7.54 | 14.12 | 2.10 | 50.41 | 14.85 | 41.92 | 5.20 | 60.95 | 4:48.18 | 8105   |                      |
| 11                | Adam Helcelet           | Chéquia       | 11.12 | 7.34 | 14.90 | 1.98 | 50.07 | 14.39 | 39.75 | 4.60 | 65.32 | 4:44.33 | 7955   |                      |
| 12                | Dominik Distelberger    | Áustria       | 10.98 | 7.21 | 12.93 | 1.98 | 48.97 | 14.25 | 40.46 | 4.90 | 58.02 | 4:37.22 | 7942   |                      |
| 13                | Florian Geffrouais      | França        | 11.16 | 6.89 | 14.85 | 1.95 | 49.19 | 14.82 | 42.72 | 4.60 | 59.46 | 4:23.84 | 7900   |                      |
| 14                | Niels Pittomvils        | Bélgica       | 11.23 | 6.88 | 13.33 | 1.98 | 50.42 | 14.63 | 44.74 | 5.10 | 57.76 | 4:38.57 | 7852   |                      |
| 15                | Lars Vikan Rise         | Noruega       | 11.40 | 7.21 | 15.43 | 2.04 | 51.09 | 15.74 | 41.57 | 4.50 | 66.34 | 4:32.77 | 7839   |                      |
| 16                | Marek Lukáš             | Chéquia       | 11.19 | 6.96 | 13.50 | 1.92 | 50.22 | 14.67 | 39.55 | 4.50 | 65.84 | 4:41.16 | 7660   |                      |
| 17                | Attila Zsivoczky        | Hungria       | 11.52 | 6.65 | 15.56 | 2.04 | 51.06 | 15.26 | 44.82 | 4.40 | 57.40 | 4:33.04 | 7646   |                      |
| 18                | Andres Raja             | Estónia       | 11.12 | 7.28 | 14.22 | 2.04 | 51.28 | 14.35 | 41.89 | 4.30 | 52.51 | 4:59.08 | 7580   | Recorde da temporada |
| 19                | Fabian Rosenquist       | Suécia        | 11.19 | 7.51 | 12.05 | 1.98 | 48.86 | 15.03 | 40.82 | 4.50 | 45.92 | 4:34.79 | 7546   |                      |
| 20                | Eduard Mikhan           | Bielorrússia  | 11.15 | 7.27 | 14.66 | 1.95 | 49.52 | 15.12 | 46.04 | 4.40 | DNS   | –       | DNF    |                      |
| 21                | Sergey Sviridov         | Rússia        | 11.23 | 7.39 | 14.00 | 1.95 | 49.34 | 15.02 | 44.57 | 4.30 | DNS   | –       | DNF    |                      |
| 22                | Ashley Bryant           | Grã-Bretanha  | 11.24 | 7.39 | 13.28 | 1.92 | 49.88 | 14.87 | 41.49 | DNS  | –     | –       | DNF    |                      |
| 23                | Pelle Rietveld          | Países Baixos | 11.07 | 7.00 | 13.75 | 1.77 | 50.33 | 14.54 | 40.07 | DNS  | –     | –       | DNF    |                      |
| 24                | Marcus Nilsson          | Suécia        | 11.30 | 6.59 | 14.93 | 1.89 | DNS   | –     | –     | –    | –     | –       | DNF    |                      |
| 25                | Jiří Sýkora             | Chéquia       | 11.13 | 7.02 | 13.66 | –    | –     | –     | –     | –    | –     | –       | DNF    |                      |

Legenda
| Recorde mundial       | Recorde mundial (World record)               |                       | Recorde africano                      | Recorde africano (African) |                                           | Q | Classificado por posição (Qualified) |
| Recorde do campeonato | Recorde do campeonato (Championship record)  | Recorde da América    | Recorde da América (Americas)         | q                          | Classificado por melhor tempo (Qualified) |   |                                      |
| Melhor marca do ano   | Melhor marca do ano (World leading)          | Recorde asiático      | Recorde asiático (Asian)              | DNS                        | Não largou (Did not start)                |   |                                      |
| Recorde nacional      | Recorde nacional (National record)           | Recorde europeu       | Recorde europeu (European)            | DNF                        | Não terminou (Did not finish)             |   |                                      |
| Recorde pessoal       | Recorde pessoal do atleta (Personal best)    | Recorde da Oceania    | Recorde da Oceania (Oceania)          | DSQ / DQ                   | Desclassificado (Disqualified)            |   |                                      |
| Recorde da temporada  | Recorde da temporada do atleta (Season best) | Recorde sul-americano | Recorde sul-americano (South America) | NM                         | Sem marca (No mark)                       |   |                                      |